# Sicardo de Cremona
Sicardo de Cremona (em latim: Sicardus Cremonensis; em italiano:  Sicardo de Cremona; 1155 – 1215 (60 anos) foi um prelado, historiador e escritor italiano. Nasceu numa família nobre de Cremona, provavelmente os Casalschi. Estudou direito em Bolonha e Mogúncia (Mainz), retornando depois para Cremona, onde se tornou subdiácono em 1183 e bispo da cidade em 1185.
Em 18 de abril de 1188, o bispo Sicardo iniciou a construção de um novo castelo para defender Cremona, um posto avançado na direção de Crema chamado "Castrum Leonis", o origem da cidade de Castelleone, na moderna província de Cremona. Em 1203, seguiu o legado papal, cardeal Pedro de Cápua, ao oriente e estava em Constantinopla durante a Quarta Cruzada. No ano seguinte, voltou para Cremona para apoiar Frederico II contra Otão IV de Brunsvique.
Sicardo morreu em Cremona em 1215.

## Obras
- "Chronica Universalis" (1213) — uma história universal, da criação até 1213, utilizada depois por Salimbene de Adam em sua "Crônica".
- "Summa Canonum" (Magonza 1179-1181) — um resumo de direito canônico.
- "Apologia Sichardi' — uma apologia contra seus detratores.
- "Mitrale" (in 9 books)  — uma obra sobre a liturgia eclesiástica. Recentemente republicada numa nova edição: "Sicardi Cremonensis episcopi Mitralis de officiis", ed. Gábor Sarbak e Lorenz Weinrich (Turnhout: Brepols, 2008).